# Kościół Świętego Krzyża w Zamościu
Kościół Świętego Krzyża w Zamościu – rzymskokatolicki kościół parafialny należący do parafii pod tym samym wezwaniem (dekanat Zamość diecezji zamojsko-lubaczowskiej).
Obecna świątynia została wzniesiona w latach 1938-1946 według projektu Jerzego Siennickiego. W dniu 10 listopada 1946 roku została poświęcona przez ks. Franciszka Zawiszę. Dalsze prace wykończeniowe i budowlane były prowadzone jeszcze przez kilka lat. Wieża świątyni została zbudowana według zmodernizowanego projektu inżyniera Tadeusza Witkowskiego z Lublina. Prace budowlane przy niej zostały zakończone w 1978 roku. Fronton świątyni został ozdobiony kolumnadą, na której oparty jest obszerny balkon. W dniu 17 września 1978 roku świątynia została konsekrowana przez biskupa Bolesława Pylaka (zmieniono wezwanie świątyni ze Znalezienia Drzewa Krzyża Świętego na Krzyża Świętego).